# ラジャラタ

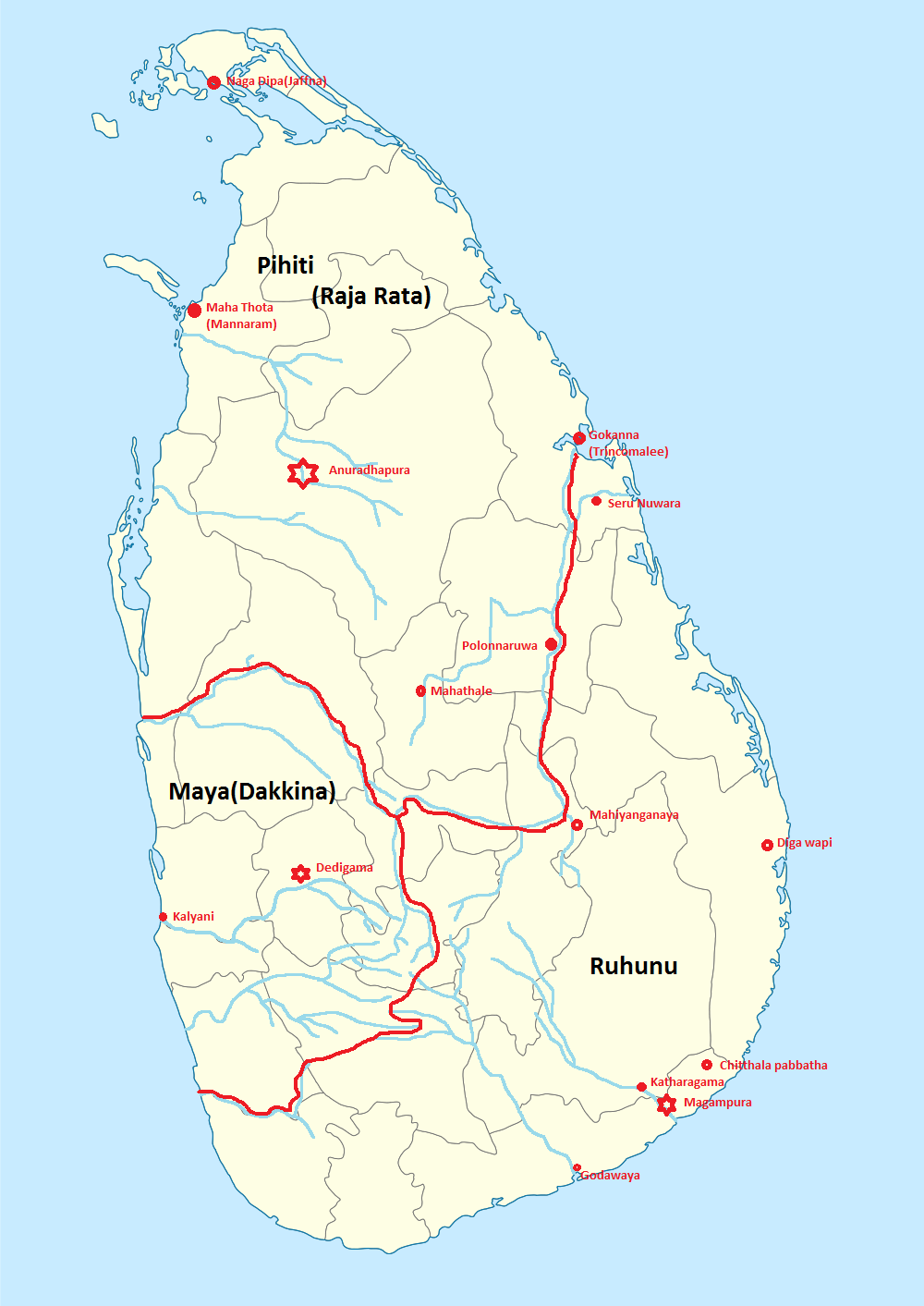
セイロン島の3地域

ラジャラタ
マラヤラタ
ルフヌラタ

ラジャラタ（シンハラ語: රජරට, タミル語: ரஜரட）は、スリランカにおいて紀元前6世紀から紀元13世紀までのおよそ1,700年間続いた3つの歴史的な地域の1つ。現地語で「王の土地」を意味する。アヌラーダプラやポロンナルワなど複数の都市が当時の都として発展した。ラジャラタは国王の直轄地であり、他の2地域（マラヤラタとルフヌラタ）は国王の兄弟が統治した。長い歴史を誇ったラジャラタは、13世紀にインドからやってきたカリンガ・マーガ王がジャフナ王国を建国したことで滅亡した。
日本語表記では、ラージャラタやラージャラタ王国と呼ばれることもある。

## 歴史
ラジャラタの歴史は紀元前543年にウィジャヤ王が建国したところから始まる。彼はチラウとマンナールとの間にあるマルヴァトゥ川のデルタ地帯に拠点を構えた。伝承によると、ウィジャヤ王は地元の姫クヴェニと結婚し、この地を支配したという。彼女の支援により、王は各地の豪族たちを打ち倒すことができた。彼の死後、行政の中心はマルヴァトゥ川沿いに移動し、最初の都タンバパンニからウパティッサ・ヌワラ、そしてアヌラーダプラへと移っていった。
ラジャラタの都の変遷は以下の通り。
1. タンバパンニ：ウィジャヤ王が紀元前543年に建国
2. ウパティッサ・ヌワラ（英語版）：ウパティッサ（英語版）王が紀元前505年に遷都
3. アヌラーダプラ：パンドゥカーバヤ王が紀元前377年に遷都
4. シーギリヤ：紀元後477年にカシャパ王が遷都したが、彼の死後再びアヌラーダプラへ戻った。
5. ポロンナルワ：ウィジャヤバーフ1世により遷都

## ラジャラタの滅亡
1215年、2万4千人の兵を連れたカリンガ・マーガがラジャラタへと侵攻した。そしてラジャラタとの戦いに勝利したマーガは都をポロンナルワに置き、ジャフナ王国を建国した。しかしその後ヴィジャヤバーフ3世（1220年ー1224年）がダンバデニヤ王国を成長させ、マーガは一度マラヤラタの支配を失っている。またポロンナルワでは地元のシンハラ人たちがマーガの支配に抵抗した。彼らは山や森に潜伏し、マーガへの抵抗を続けた。これによりパーンディヤ朝はヴァンニの森から離れ、より安全な場所にあるジャフナ半島を拠点とするようになった。
シンハラ人たちはその後もラジャラタの奪還を目指したが、南インドからやってきた人々との戦いに敗れ、2度と果たすことはなかった。